# کالیپسو (ماهواره)
کالیپسو (انگلیسی: CALIPSO) ماهواره مطالعات زیست‌محیطی ناسا و مرکز ملی مطالعات فضایی فرانسه است که در آوریل ۲۰۰۶ توسط راکت دلتا ۲ به فضا پرتاب شد.
نام کالیپسو (CALIPSO) از حروف اول کلمات Cloud-Aerosol Lidar and Infrared Pathfinder Satellite Observations به معنی دیده‌بانی ابر و هواپخش با ره‌یاب مادون قرمز و لیدار ماهواره‌ای گرفته شده‌است.
ابزارهای سنجش از دور فعال و غیرفعال نصب‌شده بر روی کالیپسو هواپخش‌ها و ابرها را در تمامی ساعات شبانه‌روز پایش می‌کند. ماهواره کالیپسو بخشی از سامانه ای-ترین است که با ماهواره‌های آکوا، آئورا) و کلودست این سامانه را تشکیل داده‌اند.